# Quintessence (Borknagar)
Quintessence è il quarto album in studio del gruppo metal norvegese Borknagar, pubblicato nel 2000.

## Tracce
1. Rivalry of Phantoms – 4:36
2. The Presence Is Ominous – 4:55
3. Ruins of the Future – 4:55
4. Colossus – 4:27
5. Inner Landscape – 2:51
6. Invincible – 4:25
7. Icon Dreams – 4:32
8. Genesis Torn – 5:16
9. Embers – 1:26
10. Revolt – 6:05

## Formazione
- ICS Vortex – voce, basso
- Øystein G. Brun – chitarra
- Jens F. Ryland – chitarra
- Lars A. Nedland – tastiere
- Asgeir Mickelson – batteria